# Gnatholebias
Gnatholebias is een monotypisch geslacht van straalvinnige vissen uit de familie van de killivisjes (Rivulidae).

## Soorten
- Gnatholebias zonatus (Myers, 1935)